# Сехниашвили, Эмиль Алексеевич
Эмиль Алексеевич Сехниашвили — советский хозяйственный, государственный и политический деятель, член-корреспондент АН Грузинской ССР.

## Биография
Родился в 1924 году в Тбилиси. Член КПСС.
С 1945 года — на хозяйственной, общественной и политической работе. В 1945—1986 гг. — инструктор, заведующий отделом, заместитель начальника отдела партии, первый секретарь Тбилисского городского комитета КП Грузии, заместитель ректора Тбилисского института инженеров железнодорожного транспорта, на руководящих должностях в различных научно-исследовательских институтах Грузии.
Избирался депутатом Верховного Совета СССР 4-го созыва, Верховного Совета Грузинской ССР 9-го и 10-го созывов.
Умер в Тбилиси в 1992 году.